# Renodaeus texanus
Renodaeus texanus är en insektsart som beskrevs av Knight 1926. Renodaeus texanus ingår i släktet Renodaeus och familjen ängsskinnbaggar. Inga underarter finns listade i Catalogue of Life.